# Fredrik Hård af Segerstad (botaniker)
Knut Fredrik Hård af Segerstad, född den 10 maj 1887 i Källeryds församling, Jönköpings län, död den 13 oktober 1957 i Göteborg, var en svensk botaniker. Han var son till kontraktsprosten Jacob Hård af Segerstad.

## Biografi
Hård af Segerstad avlade mogenhetsexamen i Karlskrona 1906 och  filosofie kandidatexamen i Uppsala 1909. Efter tjänstgöring som extralärare i Gävle 1910 och i Oskarshamn 1912 gjorde han sitt provår vid Högre realläroverket å Norrmalm i Stockholm 1913. Efter ett mellanspel i Örebro var Hård af Segerstad ordinarie ämneslärare i Värnamo 1914–1922 och adjunkt i Hudiksvall 1922–1925. Efter att ha avlagt filosofie licentiatexamen 1923 och promoverats till filosofie doktor 1924 var han lektor i Karlstad 1925–1931 och i biologi med hälsolära och geografi vid högre allmänna läroverket för flickor i Göteborg 1931–1952 samt docent i växtgeografi vid Göteborgs högskola 1934–1952. 
Hård af Segerstad blev riddare av Nordstjärneorden 1941 och invaldes som ledamot av Kungliga Vetenskaps- och Vitterhetssamhället i Göteborg 1946. Han var ordförande i Värmlands naturhistoriska förening 1926–1931, därefter hedersledamot, samt styrelseledamot i Värmlands hembygdsförbund 1930–1931, i Göteborgs botaniska förening från 1943 och i Svenska växtgeografiska sällskapet från 1946. Hård af Segerstad författade Sydsvenska florans växtgeografiska huvudgrupper (gradualavhandling 1924) och Pflanzengeographische Studien im nordwestlichen Teil der Eichen-region Schwedens I–II (i Arkiv för botanik 1935) samt ytterligare ett stort antal växtgeografiska uppsatser och recensioner i facktidskrifter.